# Red Bull Racing
Red Bull Racing is een Oostenrijks Formule 1-team, gevestigd in Groot-Brittannië en actief sinds 2005. Het team reed onder een Britse licentie in 2005 en 2006 en heeft sinds 2007 een Oostenrijkse licentie. Het is een van de twee Formule 1-teams in eigendom van het Oostenrijkse energiedrankconcern Red Bull, naast het ook in 2005 gekochte RB F1 Team. Vanaf 2022 racet het team onder de naam "Oracle Red Bull Racing".
Red Bull gebruikte Cosworth-motoren in 2005 en Ferrari-motoren in 2006. Het team stapte over op Renault-motoren van 2007 tot en met 2018. In deze periode werden vier achtereenvolgende individuele en constructeurs wereldkampioenschappen gewonnen; van 2010 tot en met 2013. Van 2016 tot 2018 werd de Renault motor officieel "TAG Heuer" genoemd.
In 2019 is het team begonnen met het gebruik van Honda-motoren.

## Geschiedenis

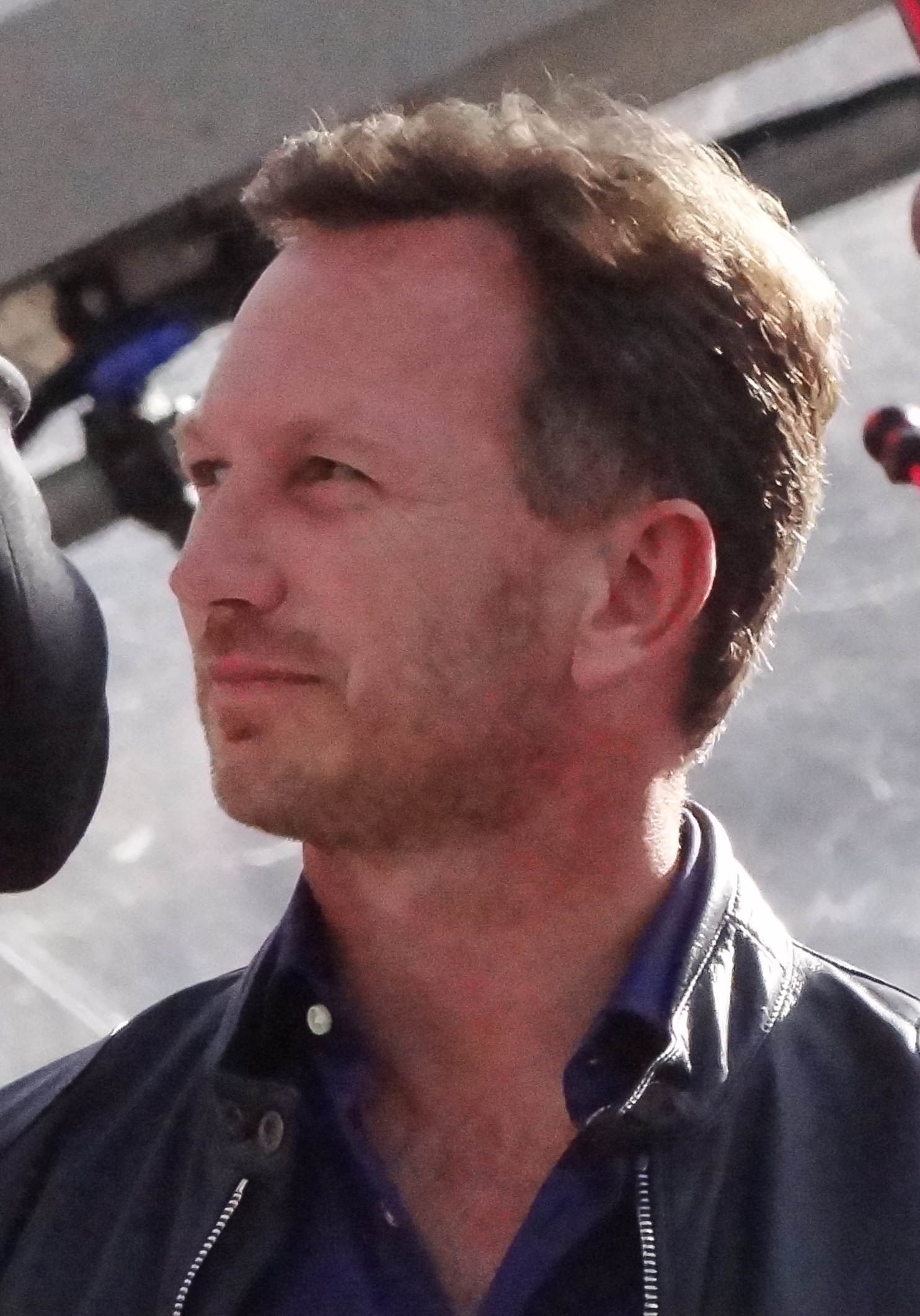
Christian Horner, teambaas van Red Bull Racing (2005 - 2025)

### 2005
Aan het eind van 2004 werd Jaguar Grand Prix verkocht aan Red Bull. Na de slechte cijfers van moederbedrijf Ford besloot de directie wereldwijd vele duizenden banen te schrappen. Het viel volgens diezelfde directie niet te verantwoorden dat vele duizenden werknemers hun baan gingen verliezen, maar dat er nog wel honderden miljoenen dollars in het weinig succesvolle F1-project gepompt zouden blijven worden. Het team reed in het eerste jaar van zijn bestaan nog wel met een Cosworthmotor, hoewel ook Cosworth door Ford verkocht was.
In het seizoen 2005 had Red Bull Racing vier coureurs in dienst. De eerste coureur was de van McLaren afkomstige David Coulthard. Als tweede coureur wisselden Christian Klien en Vitantonio Liuzzi elkaar af. Daarnaast nam de Amerikaanse GP2-coureur Scott Speed bij enkele Formule 1-grand-prixwedstrijden de rol van vrijdag- en reservecoureur op zich.

### 2006
In 2006 kwam David Coulthard samen met Christian Klien wederom voor het Red Bull Racing team uit. Robert Doornbos kreeg de rol als testrijder. Daarnaast maakte het team vanaf dit seizoen gebruik van Ferrarimotoren. Halverwege het seizoen werd Adrian Newey (bekend van Williams en McLaren) aangetrokken voor het ontwerp van een nieuwe wagen. Voor de laatste drie races van het seizoen werd Christian Klien vervangen door Robert Doornbos.

### 2007

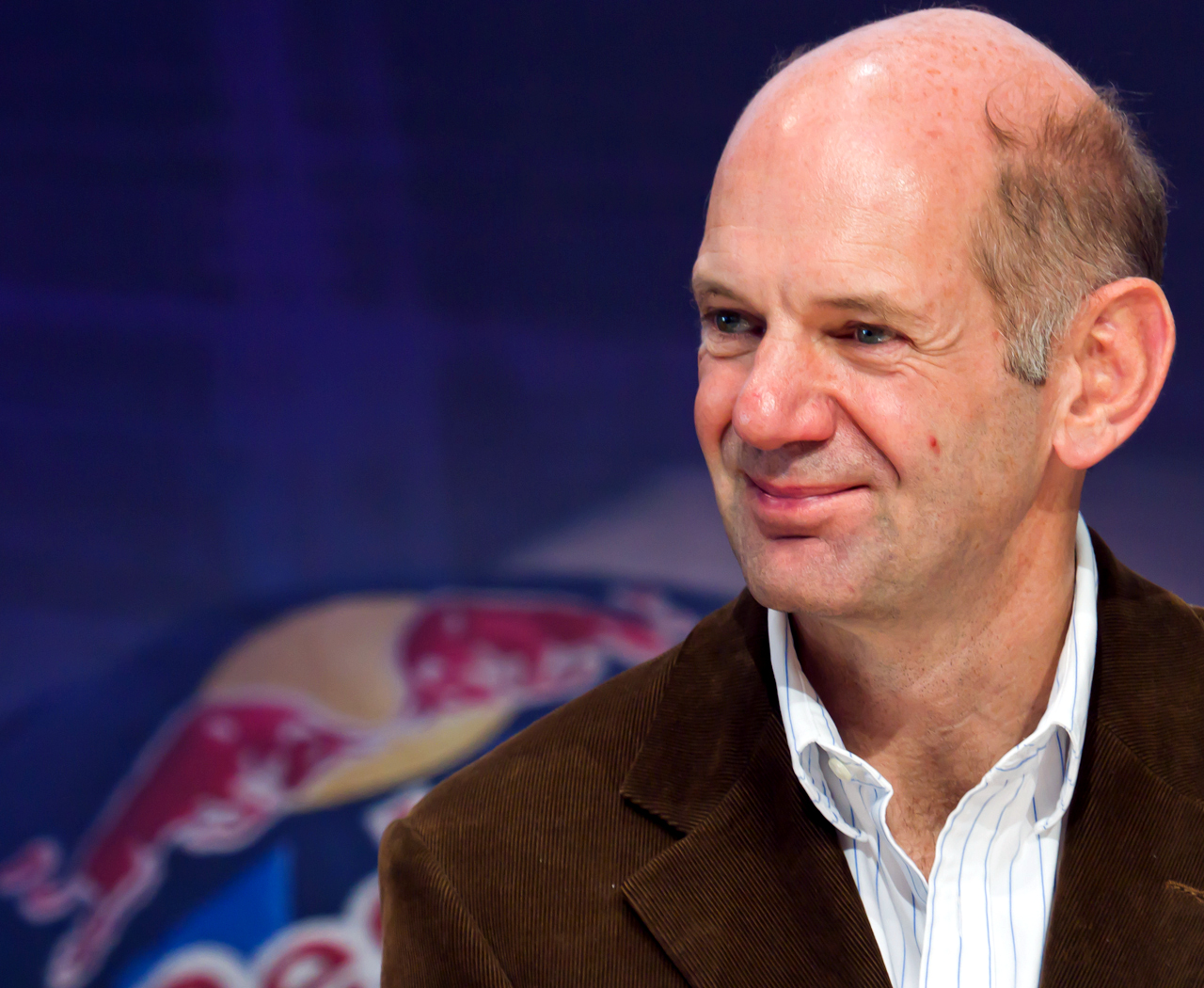
Adrian Newey, chief technical officer van Red Bull Racing (2007-2023)

Voor 2007 had Red Bull Racing als coureurs David Coulthard en Mark Webber bevestigd. Ze reden in de eerste door Adrian Newey ontworpen Red Bull wagen voorzien van een Renaultmotor en Bridgestonebanden. Officieel werd deze auto niet door het team zelf maar door de dochteronderneming Red Bull Technology ontworpen. Het team toonde op 26 januari 2007 op het Circuit de Catalunya bij Barcelona de nieuwe wagen voor het seizoen 2007, de RB3.

### 2010
Het was een moeilijk jaar voor Red Bull. De ontworpen auto zat zover op de limiet dat hij regelmatig (vooral met oververhitte motoren) uitviel. Het seizoen werd uiteindelijk beslist in de laatste race in Abu Dhabi. Sebastian Vettel werd daar wereldkampioen Formule 1 met 256 punten, met slechts 3 punten voorsprong op Fernando Alonso. De tweede Red Bull Coureur, Mark Webber, werd derde met 242 punten.

### 2011
Een zeer succesvol jaar voor Red Bull, Sebastian Vettel werd met overmacht wereldkampioen (392 punten), met 122 punten voorsprong op de nummer 2, Jenson Button, terwijl Mark Webber wederom derde werd met 258 punten.

### 2012
Door de strengere regels die dat jaar werden toegepast, had Red Bull een moeilijke start. De eerste zeven wedstrijden werden door verschillende coureurs gewonnen: Fernando Alonso was de eerste die twee overwinningen wist te pakken dat jaar. Maar, net als in de jaren daarvoor, kwam de Red Bull RB8 steeds meer op gang richting het einde van het jaar. Wederom zou het kampioenschap beslist worden in de laatste race, dit keer in Brazilië. Daar had Vettel een slechte start (teamgenoot Webber had tegen de verwachting in een goede start), werd aangetikt in bocht vier en moest achteraan beginnen. Door moeilijke weersomstandigheden en een strakke strategie, wist Vettel toch zesde te eindigen, wat genoeg was om zijn voorsprong op Alonso vast te houden en daarmee zijn derde wereldkampioenschap te pakken. Webber werd zesde met 179 punten.

### 2013
2013 was waarschijnlijk het tot dan toe meest succesvolle jaar voor Red Bull. Sebastian Vettel won dat jaar 13 races en won het kampioenschap uiteindelijk met 397 punten (155 punten voorsprong op de nummer 2: Alonso). Mark Webber werd derde met 199 punten. In juni 2013 werd bekend dat Mark Webber aan zijn laatste seizoen als coureur bij Red Bull in de Formule 1 bezig was. Hij zou zijn autosportcarrière voortzetten in het WEC bij het fabrieksteam van de Duitse autofabrikant Porsche.

### 2014
Op 2 september 2013 werd bekendgemaakt dat Daniel Ricciardo in 2014 voor Red Bull zou rijden. Door de nieuwe regelgeving, waarvan de introductie van de 1,6 liter V6-turbomotoren de belangrijkste wijziging was, verging het Red Bull dit jaar stukken minder dan de jaren ervoor. Het Mercedes-team was oppermachtig. Sebastian Vettel wist geen race te winnen, in tegenstelling tot zijn nieuwe teamgenoot Ricciardo die drie Grands Prix wist te winnen.

### 2015
In 2015 rijden Daniel Ricciardo en Daniil Kvjat voor het team van Red Bull. Het was het slechtste seizoen voor Red Bull Racing sinds 2008. Door vele problemen met de motor hadden ze een matige seizoensstart, en vochten ze vaak met de middenmoters. Ze behaalden drie podiumplekken, een tweede en derde plek in Hongarije en een tweede plek in Singapore, maar ze behaalden geen overwinning in 2015. Ze konden niet meedoen met de top en eindigden als vierde in het kampioenschap voor constructeurs.

### 2016
Na veel moeilijkheden met de Renaultmotor in 2015, bleef het team toch met deze krachtbron actief in de Formule 1. Wel kreeg de motor de naam van sponsor TAG Heuer. Op 5 mei werd bekend dat Max Verstappen per direct voor Red Bull ging rijden. Verstappen die de eerste vier races van het seizoen voor het opleidingsteam van Red Bull, Toro Rosso had gereden nam vanaf de volgende race de plaats in van Daniil Kvjat die terugkeerde naar Toro Rosso. Op 15 mei 2016 in zijn eerste race voor Red Bull Racing, de Grand Prix van Spanje op het Circuit de Barcelona-Catalunya, pakte Verstappen meteen de overwinning. Hij was daarmee de jongste coureur en de eerste Nederlander ooit die een Formule 1-race won. In Monaco lag Ricciardo lange tijd aan de leiding, maar werd uiteindelijk tweede nadat het team bij zijn pitstop niet klaarstond met nieuwe banden. Ricciardo won wel de Grand Prix van Maleisië nadat raceleider Lewis Hamilton uitviel met motorproblemen. In totaal werden er zestien podiumplaatsen behaald en eindigde het team achter Mercedes als tweede in het constructeurskampioenschap.

### 2017
In 2017 begon het seizoen opnieuw met problemen met de Renaultmotor. Zowel Ricciardo als Verstappen konden geen goede resultaten behalen, al werd Verstappen wel derde tijdens de tweede Grand Prix van het seizoen in China. Ricciardo won vanaf de tiende startplaats de eerste Grand Prix van Azerbeidzjan nadat andere coureurs uitvielen of terugzakten door crashes of andere problemen. Later in het seizoen werden wel regelmatig podiumplaatsen behaald, al vielen Ricciardo en Verstappen respectievelijk zes en zeven keer uit vanwege motorproblemen of crashes. Verstappen behaalde nog wel twee dominante zeges in Maleisië en Mexico. Uiteindelijk werd het team achter Mercedes en Ferrari derde in het constructeurskampioenschap.

### 2018
In 2018 kent Red Bull zowel betere betrouwbaarheid als betere snelheid, al werd er vroeg in het seizoen al tweemaal een dubbele uitvalbeurt genoteerd. In Bahrein viel Daniel Ricciardo al snel uit met een elektrisch probleem, terwijl Verstappen na een aanrijding met Lewis Hamilton te veel schade opliep. In Azerbeidzjan kwamen de beide coureurs met elkaar in aanraking, waardoor zij de race niet uit konden rijden. Ricciardo won wel de Grands Prix in China en Monaco, waarbij hij de laatste race vanaf poleposition startte. Daarnaast won Verstappen in Oostenrijk en Mexico.
In juni 2018 maakte Red Bull bekend dat het in 2019 overstapt van de Renault- naar een Hondamotor, nadat Toro Rosso in 2018 al deze overstap had gemaakt. In juli 2018 maakte Daniel Ricciardo bekend de renstal te verlaten voor Renault. Hij is vervangen door Pierre Gasly die in 2018 bij Toro Rosso reed.

### 2019
De overstap naar Honda lijkt zich, na een teleurstellende seizoensstart uit te betalen met overwinningen voor Max Verstappen in Oostenrijk, Duitsland en Brazilië. Tevens haalt Verstappen in Hongarije de eerste pole position van het jaar voor het team. Het is voor de Nederlander zijn eerste pole ooit. Voor Honda is het de eerste pole sinds Australië 2006 (Jenson Button in de Honda F1).
Op 12 augustus werd bekendgemaakt dat Alexander Albon promotie maakte naar Red Bull Racing ten koste van Pierre Gasly, die is teruggezet naar Toro Rosso.
Verstappens succesvolle Grand Prix van Brazilië werd mede mogelijk gemaakt door de uitstekende beslissingen van Hannah Schmitz. Hiermee werd Schmitz, die al jaren  als senior ingenieur strategie bij Red Bull Racing actief was, voor het eerst bij het publiek bekend. Deze en hieropvolgende successen zouden er toe bijdragen dat Schmitz in 2021 tot hoofdingenieur strategie van het raceteam gepromoveerd werd.

### 2020
Max Verstappen behaalde twee overwinningen voor Red Bull in 2020 en elf podiumplaatsen. In alle races waarin hij finishte, uitgezonderd de GP van Turkije waar hij zesde werd, haalde hij het podium. Vijf keer in zeventien races haalde Verstappen de eindstreep niet. Alexander Albon behaalde zijn eerste podium in zijn Formule 1-carrière met de derde plaats in de GP van Toscane wat hem later in het seizoen ook in de GP van Bahrein lukte. Albon viel tweemaal uit tijdens een race.
Red Bull eindigde als tweede bij de constructeurs achter Mercedes met 319 punten.

### 2021
In het seizoen 2021 werd Sergio Pérez de nieuwe teamgenoot van Verstappen, met Albon als reserverijder. Max Verstappen won de wereldtitel op 12 december door in de allerlaatste ronde van de GP van Abu Dhabi Lewis Hamilton in te halen.

### 2022
In het seizoen 2022 werd Max Verstappen wereldkampioen op 9 oktober, door de GP van Japan te winnen. Met 341 punten kon nummer twee, teamgenoot Sergio Pérez, zijn voorsprong niet meer inhalen. Op 23 oktober 2022 na de GP van de Verenigde Staten  behaalde het Red Bull team de constructeurstitel.

### 2023
In het seizoen 2023 was Red Bull Racing, met name Max Verstappen, dominant in  bijna alle races.
Op 24 september 2023 na de GP van Japan behaalde het Red Bull team de constructeurstitel. Op 7 oktober reed Max Verstappen naar een tweede plaats in de sprintrace van de Grand Prix Formule 1 van Qatar 2023, zodat hij niet meer in te halen was in het coureurskampioenschap, en veroverde daarmee zijn derde opeenvolgende titel als wereldkampioen.

### 2024
Het seizoen 2024 begon voor Red Bull Racing een beschuldiging richting teambaas Christian Horner van mogelijk grensoverschrijdend gedrag. Op 28 februari werd door het team bekendgemaakt dat Horner vrijgesproken was van alle beschuldigingen. Er is wel nog hoger beroep mogelijk tegen deze beslissing. Max Verstappen trok de dominantie van 2023 in de eerste races van het jaar door, met zeven overwinningen in de eerste 10 races, hij haalde wel zijn eerst DNF in twee jaar tijd door een probleem met de remmen in Australië. Gedurende het seizoen zakte Red Bull verder achter McLaren en Ferrari. Red Bull finishte uiteindelijk op de derde plaats in het constructeurskampioenschap. Verstappen wist zijn vierde wereldtitel twee races voor het einde veilig te stellen in Las Vegas.

### 2025
Sergio Pérez verliet vanwege tegenvallende resultaten het team. In 2025 startten Max Verstappen en Liam Lawson als rijders voor het team. Yuki Tsunoda was de reservecoureur. Op 27 maart 2025 werd bekendgemaakt dat Liam Lawson vanwege tegenvallende resultaten Red Bull Racing zal verlaten en zal terugkeren bij Racing Bulls. Tsunoda neemt met ingang van de Grand Prix van Japan de plaats over van Lawson bij Red Bull Racing.
Op 9 juli 2025 werd bekendgemaakt dat Christian Horner zijn ontslag als teambaas kreeg bij Red Bull Racing, Laurent Mekies, teambaas van  van Racing Bulls nam de leiding over van Horner. Dit betekende dat Racing Bulls daardoor ook een nieuwe teambaas nodig had en dat werd Alan Permane.

## Racing Bulls F1 Team
In 2005 kocht Red Bull ook het Brits-Italiaans Formule 1-team van Minardi op. In 2006 ging het team van Minardi daarom verder onder de naam Scuderia Toro Rosso, wat Italiaans is voor 'Renstal Red Bull'. Dit team wordt gebruikt als juniorteam van het 'grote' Red Bull Racing. Het was in 2008 bij Scuderia Toro Rosso dat Sebastian Vettel zijn eerste overwinning pakte tijdens de grand prix van Italië. Dit betekende dat Toro Rosso zijn eerste overwinning  behaalde voor Red Bull Racing dat deed. Mede door deze overwinning stelde Vettel een stoeltje bij Red Bull Racing veilig voor 2009, toen hij ook voor dat team zijn eerste overwinning behaalde. Andere Red Bull coureurs die in Toro Rosso zijn opgeleid zijn onder meer Daniel Ricciardo, Daniil Kvjat, Max Verstappen, Pierre Gasly en Alexander Albon.
Van 2020 tot 2023 had het team de naam “Scuderia Alpha Tauri” gebruikt. Dit was voor promotionele doeleinden aangezien AlphaTauri een kledingmerk van Red Bull GmbH is.
Met ingang van het seizoen 2024 kreeg AlphaTauri de nieuwe naam "RB F1 Team" naar aanleiding van een managementherstructurering. Het team stopte het gebruik van het acroniem RB in 2025 en zal in plaats daarvan meedoen als Racing Bulls, waardoor hun inschrijvingsnaam en constructeursnaam veranderd is ten opzichte van 2024.

## Red Bull Junior Team
Sinds 2001 heeft Red Bull het Red Bull Junior Team. Dit team koopt zich in bij een bestaand team dat onder de oude naam doorgaat, alleen staat er grote Red Bull-sponsoring op. Coureurs van het team worden gesponsord door Red Bull in juniorkampioenschappen. Bekende coureurs die uit dit programma zijn voortgekomen zijn onder anderen Sebastian Vettel, Daniel Ricciardo en Max Verstappen.

## Resultaten
| Kleur  | Resultaat                       |
| ------ | ------------------------------- |
| Goud   | Winnaar                         |
| Zilver | Tweede plaats                   |
| Brons  | Derde plaats                    |
| Groen  | Gefinisht (punten behaald)      |
| Blauw  | Gefinisht (geen punten behaald) |
| Blauw  | Niet geklasseerd (NC)           |
| Paars  | Uitgevallen (DNF)               |
| Rood   | Niet gekwalificeerd (DNQ)       |

| Kleur   | Resultaat                              |
| ------- | -------------------------------------- |
| Zwart   | Gediskwalificeerd (DSQ)                |
| Wit     | Niet gestart (DNS)                     |
| Blanco  | Gewond (INJ)                           |
| Blanco  | Uitgesloten (EX)                       |
| Blanco  | Teruggetrokken (WD) / Niet deelgenomen |
| 1, 2, 3 | Sprint positie (punten behaald)        |
| P       | Poleposition                           |
| S       | Snelste ronde                          |

### 2005 - 2009
| Jaar | Chassis | Motor           | Banden | Coureurs          | 1   | 2    | 3   | 4   | 5   | 6   | 7   | 8   | 9   | 10  | 11  | 12  | 13  | 14  | 15  | 16  | 17  | 18  | 19  | Punten | WK-plaats |
| ---- | ------- | --------------- | ------ | ----------------- | --- | ---- | --- | --- | --- | --- | --- | --- | --- | --- | --- | --- | --- | --- | --- | --- | --- | --- | --- | ------ | --------- |
| 2005 | RB1     | Cosworth TJ2005 | M      |                   | AUS | MAL  | BHR | SMR | SPA | MON | EUR | CAN | VST | FRA | GBR | DUI | HON | TUR | ITA | BEL | BRA | JPN | CHN | 34     | 7         |
| 2005 | RB1     | Cosworth TJ2005 | M      | David Coulthard   | 4   | 6    | 8   | 11  | 8   | DNF | 4   | 7   | DNS | 10  | 13  | 7   | DNF | 7   | 15  | DNF | DNF | 6   | 9   | 34     | 7         |
| 2005 | RB1     | Cosworth TJ2005 | M      | Christian Klien   | 7   | 8    | DNS |     |     |     |     | 8   | DNS | DNF | 15  | 9   | DNF | 8   | 13  | 9   | 9   | 9   | 5   | 34     | 7         |
| 2005 | RB1     | Cosworth TJ2005 | M      | Vitantonio Liuzzi |     |      |     | 8   | DNF | DNF | 9   |     |     |     |     |     |     |     |     |     |     |     |     | 34     | 7         |
| 2006 | RB2     | Ferrari 056     | M      |                   | BHR | MAL  | AUS | SMR | EUR | SPA | MON | GBR | CAN | VST | FRA | DUI | HON | TUR | ITA | CHN | JPN | BRA |     | 16     | 7         |
| 2006 | RB2     | Ferrari 056     | M      | David Coulthard   | 10  | DNF  | 8   | DNF | DNF | 14  | 3   | 12  | 8   | 7   | 9   | 11  | 5   | 15  | 12  | 9   | DNF | DNF |     | 16     | 7         |
| 2006 | RB2     | Ferrari 056     | M      | Christian Klien   | 8   | DNF  | DNF | DNF | DNF | 13  | DNF | 14  | 11  | DNF | 12  | 8   | DNF | 11  | 11  |     |     |     |     | 16     | 7         |
| 2006 | RB2     | Ferrari 056     | M      | Robert Doornbos   |     |      |     |     |     |     |     |     |     |     |     |     |     |     |     | 12  | 13  | 12  |     | 16     | 7         |
| 2007 | RB3     | Renault RS27    | B      |                   | AUS | MAL  | BHR | SPA | MON | CAN | VST | FRA | GBR | EUR | HON | TUR | ITA | BEL | JPN | CHN | BRA |     |     | 24     | 5         |
| 2007 | RB3     | Renault RS27    | B      | David Coulthard   | DNF | DNF  | DNF | 5   | 14  | DNF | DNF | 13  | 11  | 5   | 11  | 10  | DNF | DNF | 4   | 8   | 9   |     |     | 24     | 5         |
| 2007 | RB3     | Renault RS27    | B      | Mark Webber       | 13  | 10   | DNF | DNF | DNF | 9   | 7   | 12  | DNF | 3   | 9   | DNF | 9   | 7   | DNF | 10  | DNF |     |     | 24     | 5         |
| 2008 | RB4     | Renault RS27    | B      |                   | AUS | MAL  | BHR | SPA | TUR | MON | CAN | FRA | GBR | DUI | HON | EUR | BEL | ITA | SIN | JPN | CHN | BRA |     | 29     | 7         |
| 2008 | RB4     | Renault RS27    | B      | David Coulthard   | DNF | 9    | 18  | 12  | 9   | DNF | 3   | 9   | DNF | 13  | 14  | 17  | 11  | 16  | 7   | DNF | 10  | DNF |     | 29     | 7         |
| 2008 | RB4     | Renault RS27    | B      | Mark Webber       | DNF | 7    | 7   | 5   | 7   | 4   | 12  | 6   | 10  | DNF | 9   | 12  | 8   | 8   | DNF | 8   | 14  | 9   |     | 29     | 7         |
| 2009 | RB5     | Renault RS27    | B      |                   | AUS | MAL‡ | CHN | BHR | SPA | MON | TUR | GBR | DUI | HON | EUR | BEL | ITA | SIN | JPN | BRA | ABU |     |     | 1531⁄2 | Zilver    |
| 2009 | RB5     | Renault RS27    | B      | Mark Webber       | 12  | 6    | 2   | 11  | 3   | 5   | 2   | 2   | 1P  | 3S  | 9   | 9   | DNF | DNF | 17S | 1S  | 2   |     |     | 1531⁄2 | Zilver    |
| 2009 | RB5     | Renault RS27    | B      | Sebastian Vettel  | 13  | 15   | 1P  | 2   | 4   | DNF | 3P  | 1PS | 2   | DNF | DNF | 3S  | 8   | 4   | 1P  | 4   | 1S  |     |     | 1531⁄2 | Zilver    |
| Jaar | Chassis | Motor           | Banden | Coureurs          | 1   | 2    | 3   | 4   | 5   | 6   | 7   | 8   | 9   | 10  | 11  | 12  | 13  | 14  | 15  | 16  | 17  | 18  | 19  | Punten | WK-plaats |

### 2010 - 2019
| Jaar | Chassis | Motor                  | Banden | Coureurs         | 1   | 2    | 3   | 4   | 5   | 6   | 7   | 8    | 9   | 10  | 11  | 12  | 13  | 14  | 15  | 16  | 17   | 18   | 19   | 20  | 21  | Punten | WK-plaats |
| ---- | ------- | ---------------------- | ------ | ---------------- | --- | ---- | --- | --- | --- | --- | --- | ---- | --- | --- | --- | --- | --- | --- | --- | --- | ---- | ---- | ---- | --- | --- | ------ | --------- |
| 2010 | RB6     | Renault RS27-2010      | B      |                  | BHR | AUS  | MAL | CHN | SPA | MON | TUR | CAN  | EUR | GBR | DUI | HON | BEL | ITA | SIN | JPN | KOR  | BRA  | ABU  |     |     | 498    | Goud      |
| 2010 | RB6     | Renault RS27-2010      | B      | Sebastian Vettel | 4P  | DNFP | 1   | 6P  | 3   | 2S  | DNF | 4    | 1P  | 7P  | 3PS | 3PS | 15  | 4   | 2   | 1P  | DNFP | 1    | 1P   |     |     | 498    | Goud      |
| 2010 | RB6     | Renault RS27-2010      | B      | Mark Webber      | 8   | 9S   | 2PS | 8   | 1P  | 1P  | 3P  | 5    | DNF | 1   | 6   | 1   | 2P  | 6   | 3   | 2S  | DNF  | 2    | 8    |     |     | 498    | Goud      |
| 2011 | RB7     | Renault RS27-2011      | P      |                  | AUS | MAL  | CHN | TUR | SPA | MON | CAN | EUR  | GBR | DUI | HON | BEL | ITA | SIN | JPN | KOR | IND  | ABU  | BRA  |     |     | 650    | Goud      |
| 2011 | RB7     | Renault RS27-2011      | P      | Sebastian Vettel | 1P  | 1P   | 2P  | 1P  | 1   | 1P  | 2P  | 1PS  | 2   | 4   | 2P  | 1P  | 1P  | 1P  | 3P  | 1S  | 1PS  | DNFP | 2P   |     |     | 650    | Goud      |
| 2011 | RB7     | Renault RS27-2011      | P      | Mark Webber      | 5   | 4S   | 3S  | 2S  | 4P  | 4S  | 3   | 3    | 3P  | 3P  | 5   | 2S  | DNF | 3   | 4   | 3   | 4    | 4S   | 1S   |     |     | 650    | Goud      |
| 2012 | RB8     | Renault RS27-2012      | P      |                  | AUS | MAL  | CHN | BHR | SPA | MON | CAN | EUR  | GBR | DUI | HON | BEL | ITA | SIN | JPN | KOR | IND  | ABU  | VST  | BRA |     | 460    | Goud      |
| 2012 | RB8     | Renault RS27-2012      | P      | Sebastian Vettel | 2   | 11   | 5   | 1PS | 6   | 4   | 4PS | DNFP | 3   | 5   | 4S  | 2   | 22† | 1   | 1PS | 1   | 1P   | 3S   | 2PS  | 6   |     | 460    | Goud      |
| 2012 | RB8     | Renault RS27-2012      | P      | Mark Webber      | 4   | 4    | 4   | 4   | 11  | 1P  | 7   | 4    | 1   | 8   | 8   | 6   | 20† | 11  | 9   | 2PS | 3    | DNF  | DNF  | 4   |     | 460    | Goud      |
| 2013 | RB9     | Renault RS27-2013      | P      |                  | AUS | MAL  | CHN | BHR | SPA | MON | CAN | GBR  | DUI | HON | BEL | ITA | SIN | KOR | JPN | IND | ABU  | VST  | BRA  |     |     | 596    | Goud      |
| 2013 | RB9     | Renault RS27-2013      | P      | Sebastian Vettel | 3P  | 1P   | 4S  | 1S  | 4   | 2S  | 1P  | DNF  | 1   | 3   | 1S  | 1P  | 1PS | 1PS | 1   | 1P  | 1    | 1PS  | 1P   |     |     | 596    | Goud      |
| 2013 | RB9     | Renault RS27-2013      | P      | Mark Webber      | 6   | 2    | DNF | 7   | 5   | 3   | 4S  | 2S   | 7   | 4S  | 5   | 3   | 15† | DNF | 2PS | DNF | 2P   | 3    | 2S   |     |     | 596    | Goud      |
| 2014 | RB10    | Renault Energy F1-2014 | P      |                  | AUS | MAL  | BHR | CHN | SPA | MON | CAN | OOS  | GBR | DUI | HON | BEL | ITA | SIN | JPN | RUS | VST  | BRA  | ABU  |     |     | 405    | Zilver    |
| 2014 | RB10    | Renault Energy F1-2014 | P      | Sebastian Vettel | DNF | 3    | 6   | 5   | 4S  | DNF | 3   | DNF  | 5   | 4   | 7   | 5   | 6   | 2   | 3   | 8   | 7S   | 5    | 8    |     |     | 405    | Zilver    |
| 2014 | RB10    | Renault Energy F1-2014 | P      | Daniel Ricciardo | DSQ | DNF  | 4   | 4   | 3   | 3   | 1   | 8    | 3   | 6   | 1   | 1   | 5   | 3   | 4   | 7   | 3    | DNF  | 4S   |     |     | 405    | Zilver    |
| 2015 | RB11    | Renault Energy F1-2015 | P      |                  | AUS | MAL  | CHN | BHR | SPA | MON | CAN | OOS  | GBR | HON | BEL | ITA | SIN | JPN | RUS | VST | MEX  | BRA  | ABU  |     |     | 187    | 4         |
| 2015 | RB11    | Renault Energy F1-2015 | P      | Daniel Ricciardo | 6   | 10   | 9   | 6   | 7   | 5S  | 13  | 10   | DNF | 3S  | DNF | 8   | 2S  | 15  | 15† | 10  | 5    | 11   | 6    |     |     | 187    | 4         |
| 2015 | RB11    | Renault Energy F1-2015 | P      | Daniil Kvjat     | DNS | 9    | DNF | 9   | 10  | 4   | 9   | 12   | 6   | 2   | 4   | 10  | 6   | 13  | 5   | DNF | 4    | 7    | 10   |     |     | 187    | 4         |
| 2016 | RB12    | TAG Heuer              | P      |                  | AUS | BHR  | CHN | RUS | SPA | MON | CAN | EUR  | OOS | GBR | HON | DUI | BEL | ITA | SIN | MAL | JPN  | VST  | MEX  | BRA | ABU | 468    | Zilver    |
| 2016 | RB12    | TAG Heuer              | P      | Daniel Ricciardo | 4S  | 4    | 4   | 11  | 4   | 2P  | 7   | 7    | 5   | 4   | 3   | 2S  | 2   | 5   | 2S  | 1   | 6    | 3    | 3S   | 8   | 5   | 468    | Zilver    |
| 2016 | RB12    | TAG Heuer              | P      | Daniil Kvjat     | DNS | 7    | 3   | 15  |     |     |     |      |     |     |     |     |     |     |     |     |      |      |      |     |     | 468    | Zilver    |
| 2016 | RB12    | TAG Heuer              | P      | Max Verstappen   |     |      |     |     | 1   | DNF | 4   | 8    | 2   | 2   | 5   | 3   | 11  | 7   | 6   | 2   | 2    | DNF  | 4    | 3S  | 4   | 468    | Zilver    |
| 2017 | RB13    | TAG Heuer              | P      |                  | AUS | CHN  | BHR | RUS | SPA | MON | CAN | AZE  | OOS | GBR | HON | BEL | ITA | SIN | MAL | JPN | VST  | MEX  | BRA  | ABU |     | 368    | Brons     |
| 2017 | RB13    | TAG Heuer              | P      | Daniel Ricciardo | DNF | 4    | 5   | DNF | 3   | 3   | 3   | 1    | 3   | 5   | DNF | 3   | 4S  | 2   | 3   | 3   | DNF  | DNF  | 6    | DNF |     | 368    | Brons     |
| 2017 | RB13    | TAG Heuer              | P      | Max Verstappen   | 5   | 3    | DNF | 5   | DNF | 5   | DNF | DNF  | DNF | 4   | 5   | DNF | 10  | DNF | 1   | 2   | 4    | 1    | 5S   | 5   |     | 368    | Brons     |
| 2018 | RB14    | TAG Heuer              | P      |                  | AUS | BHR  | CHN | AZE | SPA | MON | CAN | FRA  | OOS | GBR | DUI | HON | BEL | ITA | SIN | RUS | JPN  | VST  | MEX  | BRA | ABU | 419    | Brons     |
| 2018 | RB14    | TAG Heuer              | P      | Daniel Ricciardo | 4S  | DNF  | 1S  | DNF | 5S  | 1P  | 4   | 4    | DNF | 5   | DNF | 4S  | DNF | DNF | 6   | 6   | 4    | DNF  | DNFP | 4   | 4   | 419    | Brons     |
| 2018 | RB14    | TAG Heuer              | P      | Max Verstappen   | 6   | DNF  | 5   | DNF | 3   | 9S  | 3S  | 2    | 1   | 15† | 4   | DNF | 3   | 5   | 2   | 5   | 3    | 2    | 1    | 2   | 3   | 419    | Brons     |
| 2019 | RB15    | Honda RA619H           | P      |                  | AUS | BHR  | CHN | AZE | SPA | MON | CAN | FRA  | OOS | GBR | DUI | HON | BEL | ITA | SIN | RUS | JPN  | MEX  | VST  | BRA | ABU | 417    | Brons     |
| 2019 | RB15    | Honda RA619H           | P      | Max Verstappen   | 3   | 4    | 4   | 4   | 3   | 4   | 5   | 4    | 1S  | 5   | 1S  | 2PS | DNF | 8   | 3   | 4   | DNF  | 6    | 3    | 1P  | 2   | 417    | Brons     |
| 2019 | RB15    | Honda RA619H           | P      | Pierre Gasly     | 11  | 8    | 6S  | DNF | 6   | 5S  | 8   | 10   | 7   | 4   | 14† | 6   |     |     |     |     |      |      |      |     |     | 417    | Brons     |
| 2019 | RB15    | Honda RA619H           | P      | Alexander Albon  |     |      |     |     |     |     |     |      |     |     |     |     | 5   | 6   | 6   | 5   | 4    | 5    | 5    | 14  | 6   | 417    | Brons     |
| Jaar | Chassis | Motor                  | Banden | Coureurs         | 1   | 2    | 3   | 4   | 5   | 6   | 7   | 8    | 9   | 10  | 11  | 12  | 13  | 14  | 15  | 16  | 17   | 18   | 19   | 20  | 21  | Punten | WK-plaats |

### 2020 – heden
| Jaar | Chassis en banden | Motor             | Coureurs        | 1   | 2   | 3    | 4   | 5   | 6    | 7   | 8   | 9   | 10     | 11   | 12   | 13  | 14     | 15  | 16  | 17   | 18  | 19  | 20  | 21  | 22  | 23  | 24  | Punten | WK-plaats |
| ---- | ----------------- | ----------------- | --------------- | --- | --- | ---- | --- | --- | ---- | --- | --- | --- | ------ | ---- | ---- | --- | ------ | --- | --- | ---- | --- | --- | --- | --- | --- | --- | --- | ------ | --------- |
| 2020 | RB16 P            | Honda RA620H      |                 | OOS | STI | HON  | GBR | 70J | SPA  | BEL | ITA | TOS | RUS    | EIF  | POR  | EMI | TUR    | BHR | SAK | ABU  |     |     |     |     |     |     |     | 319    | Zilver    |
| 2020 | RB16 P            | Honda RA620H      | Max Verstappen  | DNF | 3   | 2    | 2S  | 1   | 2    | 3   | DNF | DNF | 2      | 2S   | 3    | DNF | 6      | 2S  | DNF | 1P   |     |     |     |     |     |     |     | 319    | Zilver    |
| 2020 | RB16 P            | Honda RA620H      | Alexander Albon | 13† | 4   | 5    | 8   | 5   | 8    | 6   | 15  | 3   | 10     | DNF  | 13   | 15  | 7      | 3   | 6   | 4    |     |     |     |     |     |     |     | 319    | Zilver    |
| 2021 | RB16B P           | Honda RA621H      |                 | BHR | EMI | POR  | SPA | MON | AZE  | FRA | STI | OOS | GBR    | HON  | BEL‡ | NED | ITA    | RUS | TUR | VST  | MXS | SAP | QAT | SAR | ABU |     |     | 585½   | Zilver    |
| 2021 | RB16B P           | Honda RA621H      | Max Verstappen  | 2P  | 1   | 2    | 2S  | 1   | 18†S | 1PS | 1P  | 1PS | *1DNFP | 9    | 1P   | 1P  | *2DNFP | 2   | 2   | 1P   | 1   | *2  | 2S  | 2   | 1PS |     |     | 585½   | Zilver    |
| 2021 | RB16B P           | Honda RA621H      | Sergio Pérez    | 5   | 11  | 4    | 5   | 4   | 1    | 3   | 4   | 6   | 16S    | DNF  | 19   | 8   | 5      | 9   | 3   | 3    | 3   | 4S  | 4   | DNF | 15† |     |     | 585½   | Zilver    |
| 2022 | RB18 P            | Red Bull RBPTH001 |                 | BHR | SAR | AUS  | EMI | MIA | SPA  | MON | AZE | CAN | GBR    | OOS  | FRA  | HON | BEL    | NED | ITA | SIN  | JPN | VST | MXS | SAP | ABU |     |     | 759    | Goud      |
| 2022 | RB18 P            | Red Bull RBPTH001 | Max Verstappen  | 19† | 1   | DNF  | 1PS | 1S  | 1    | 3   | 1   | 1P  | 7      | 12PS | 1    | 1   | 1S     | 1PS | 1   | 7    | 1P  | 1   | 1P  | 46  | 1P  |     |     | 759    | Goud      |
| 2022 | RB18 P            | Red Bull RBPTH001 | Sergio Pérez    | 18† | 4P  | 2    | 32  | 4   | 2S   | 1   | 2S  | DNF | 2      | 5DNF | 4    | 5   | 2      | 5   | 6S  | 1    | 2   | 4   | 3   | 57  | 3   |     |     | 759    | Goud      |
| 2023 | RB19 P            | Honda RBPTH001    |                 | BHR | SAR | AUS  | AZE | MIA | MON  | SPA | CAN | OOS | GBR    | HON  | BEL  | NED | ITA    | SIN | JPN | QAT  | VST | MXS | SAP | LSV | ABU |     |     | 860    | Goud      |
| 2023 | RB19 P            | Honda RBPTH001    | Max Verstappen  | 1P  | 2S  | 1P   | 32  | 1S  | 1P   | 1PS | 1P  | 1PS | 1PS    | 1S   | 1    | 1P  | 1      | 5   | 1PS | 21PS | 1   | 1   | 1P  | 1   | 1PS |     |     | 860    | Goud      |
| 2023 | RB19 P            | Honda RBPTH001    | Sergio Pérez    | 2   | 1P  | 5S   | 1   | 2P  | 16   | 4   | 6S  | 23  | 6      | 3    | 2    | 4   | 2      | 8   | DNF | 10   | 54  | DNF | 34  | 3   | 4   |     |     | 860    | Goud      |
| 2024 | RB20 P            | Honda RBPTH002    |                 | BHR | SAR | AUS  | JPN | CHN | MIA  | EMI | MON | CAN | SPA    | OOS  | GBR  | HON | BEL    | NED | ITA | AZE  | SIN | VST | MXS | SAP | LSV | QAT | ABU | 589    | Brons     |
| 2024 | RB20 P            | Honda RBPTH002    | Max Verstappen  | 1PS | 1P  | DNFP | 1PS | 1P  | 12P  | 1P  | 6   | 1   | 1      | 15P  | 2    | 5   | 4      | 2   | 6   | 5    | 2   | 13  | 6   | 41S | 5   | 81  | 6   | 589    | Brons     |
| 2024 | RB20 P            | Honda RBPTH002    | Sergio Pérez    | 2   | 2   | 5    | 2   | 3   | 34   | 8   | DNF | DNF | 8      | 87   | 17   | 7   | 7S     | 6   | 8   | 17†  | 10  | 7   | 17  | 811 | 10  | DNF | DNF | 589    | Brons     |
| 2025 | RB21 P            | Honda RBPTH003    |                 | AUS | CHN | JPN  | BHR | SAR | MIA  | EMI | MON | SPA | CAN    | OOS  | GBR  | BEL | HON    | NED | ITA | AZE  | SIN | VST | MXS | SAP | LSV | QAT | ABU | 194*   | 4*        |
| 2025 | RB21 P            | Honda RBPTH003    | Max Verstappen  | 2   | 34  | 1P   | 6   | 2P  | 4P   | 1S  | 4   | 10  | 2      | DNF  | 5P   | 14  | 9      |     |     |      |     |     |     |     |     |     |     | 194*   | 4*        |
| 2025 | RB21 P            | Honda RBPTH003    | Liam Lawson     | DNF | 12  |      |     |     |      |     |     |     |        |      |      |     |        |     |     |      |     |     |     |     |     |     |     | 194*   | 4*        |
| 2025 | RB21 P            | Honda RBPTH003    | Yuki Tsunoda    |     |     | 12   | 9   | DNF | 610  | 10  | 17  | 13  | 12     | 16   | 15   | 13  | 17     |     |     |      |     |     |     |     |     |     |     | 194*   | 4*        |
| Jaar | Chassis           | Motor             | Coureurs        | 1   | 2   | 3    | 4   | 5   | 6    | 7   | 8   | 9   | 10     | 11   | 12   | 13  | 14     | 15  | 16  | 17   | 18  | 19  | 20  | 21  | 22  | 23  | 24  | Punten | WK-plaats |

‡ — Halve punten werden toegekend tijdens de GP van Maleisië 2009 en de GP van België 2021 omdat er minder dan 75% van de wedstrijd was afgelegd door hevige regenval.

† — Coureur is niet gefinisht in de GP, maar heeft wel 90% van de race-afstand afgelegd, waardoor hij als geklasseerd genoteerd staat.

* — Seizoen loopt nog.